# سرگین‌چرخانان
سَرگین‌چَرخانان یا سرگین‌غلتانان (نام دیگر: شاخدارسوسکان) (نام علمی: Scarabaeidae) خانواده‌ای از حشرات از راستهٔ قاب‌بالان (Coleoptera)، بالاخانوادهٔ سرگین‌چرخان‌واره‌ها (Scarabaeoidea) هستند.
سرگین‌چرخانان سوسک‌هایی درشت پیکرند و میان ۵ تا ۶۰ میلی‌متر اندازه دارند. بسیاری از اینها رنگ‌های روشنِ فلزگونه دارند.

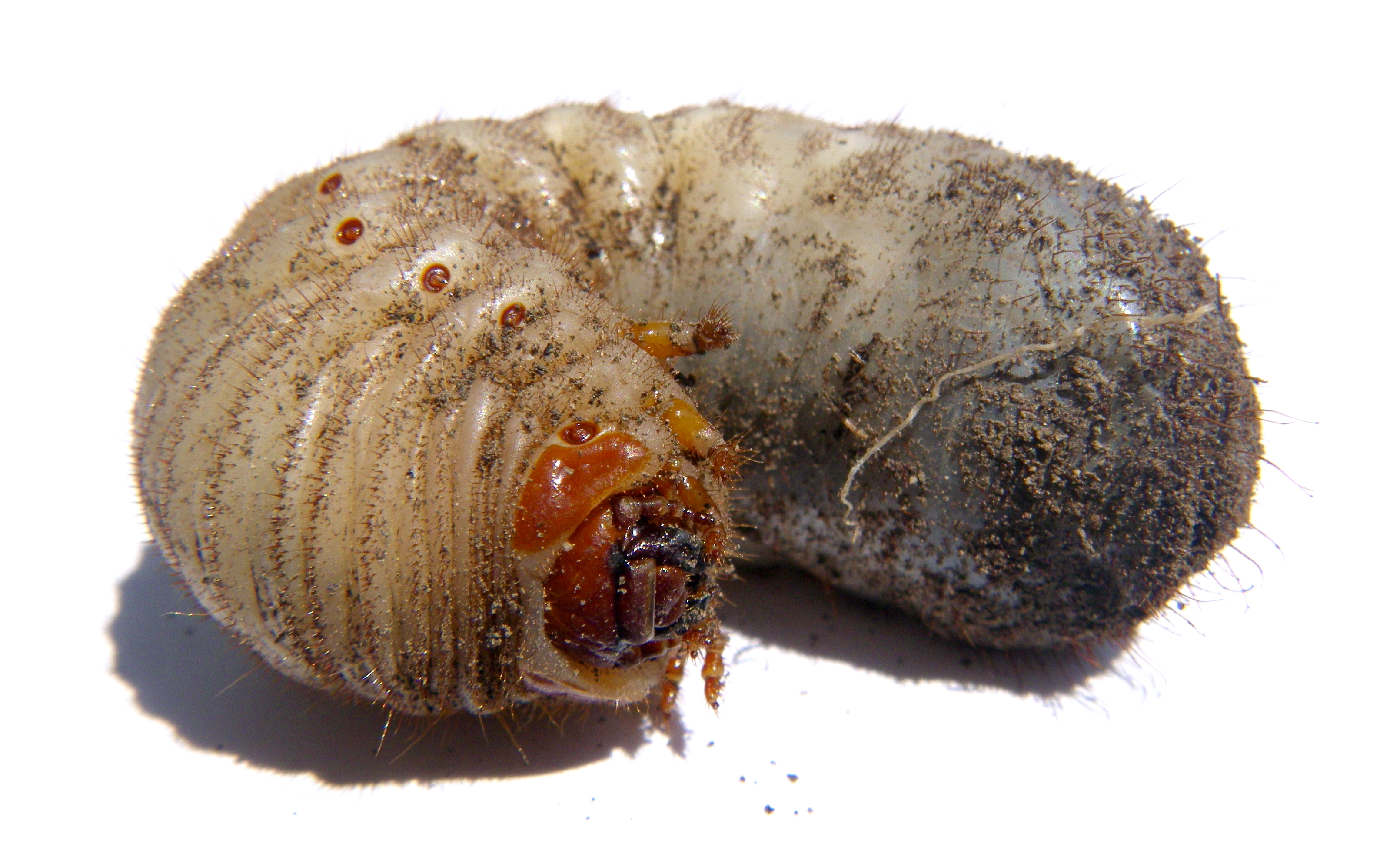
لارو سرگین چرخان استرالیایی

## گونه‌ها
این خانواده شامل ۳۰هزار گونه از سوسک‌ها در سراسر جهان است. همهٔ گونه‌های این خانوادهٔ بزرگ را در زبانِ معمول به نام «سرگین‌غلتان» و «سرگین‌غلتانک» می‌شناسند.
برخی از گونه‌های شناخته شده خانواده سرگین چرخان عبارتند از:
- سرگین غلتانک
- سوسک‌های کرگدنی
- سوسک هرکول
- گل‌خراش‌ها
- کرم سفید ریشه

## نگارخانه

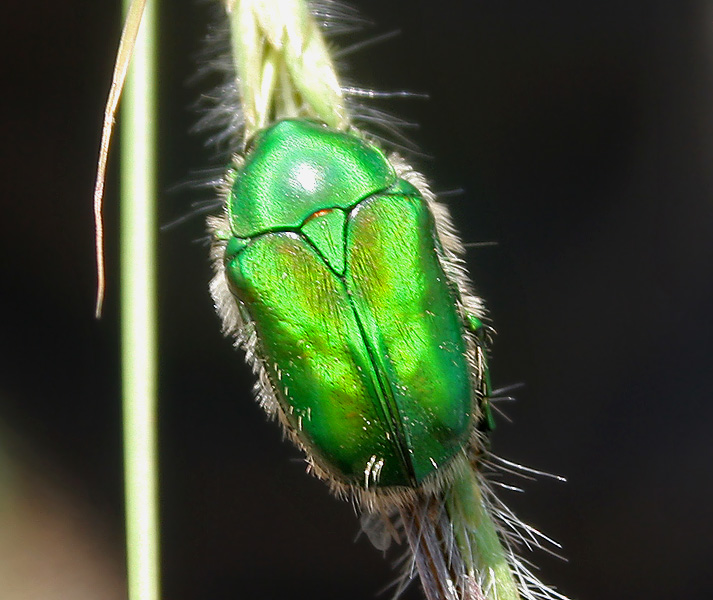
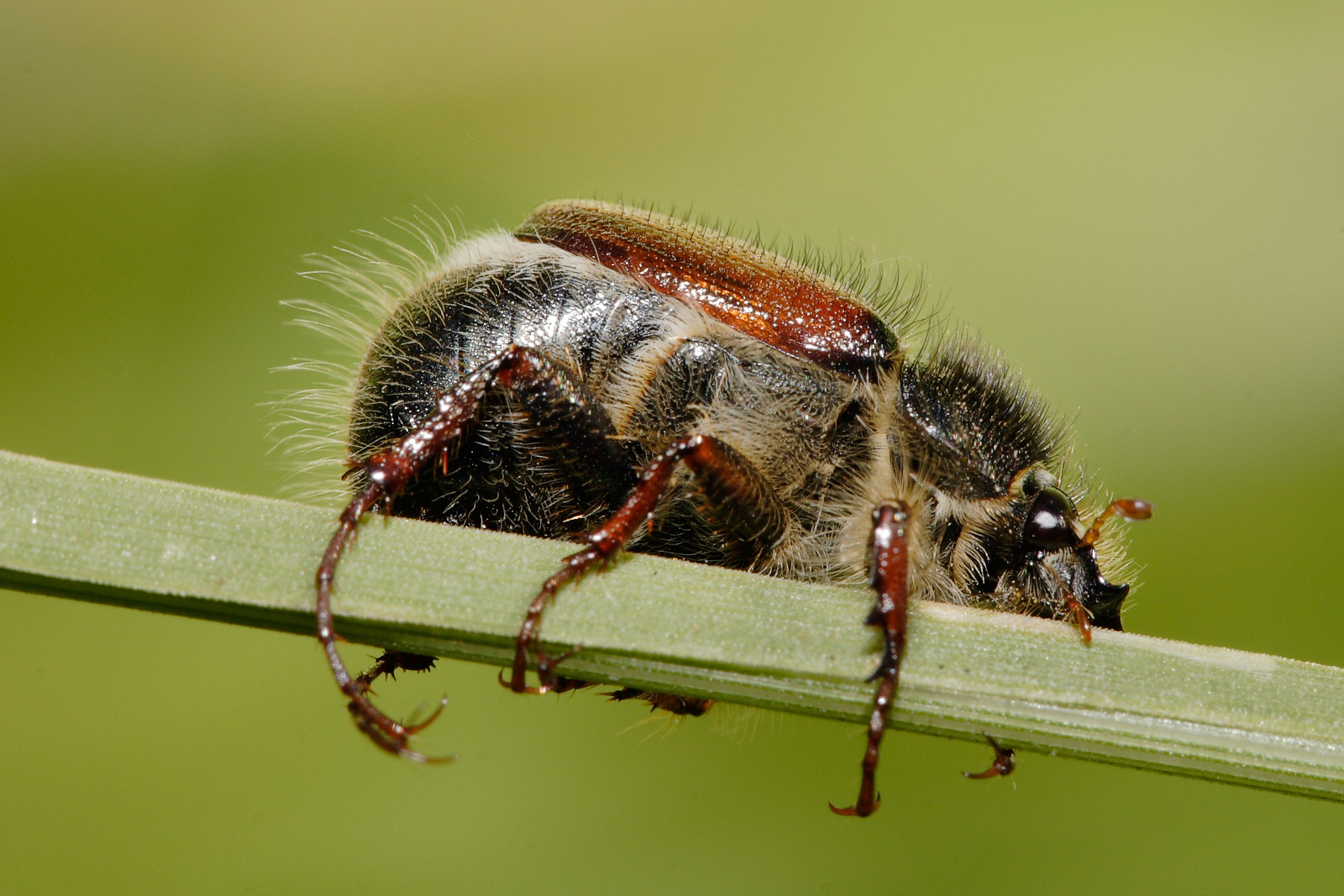
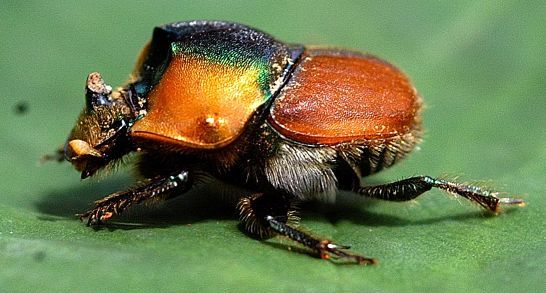
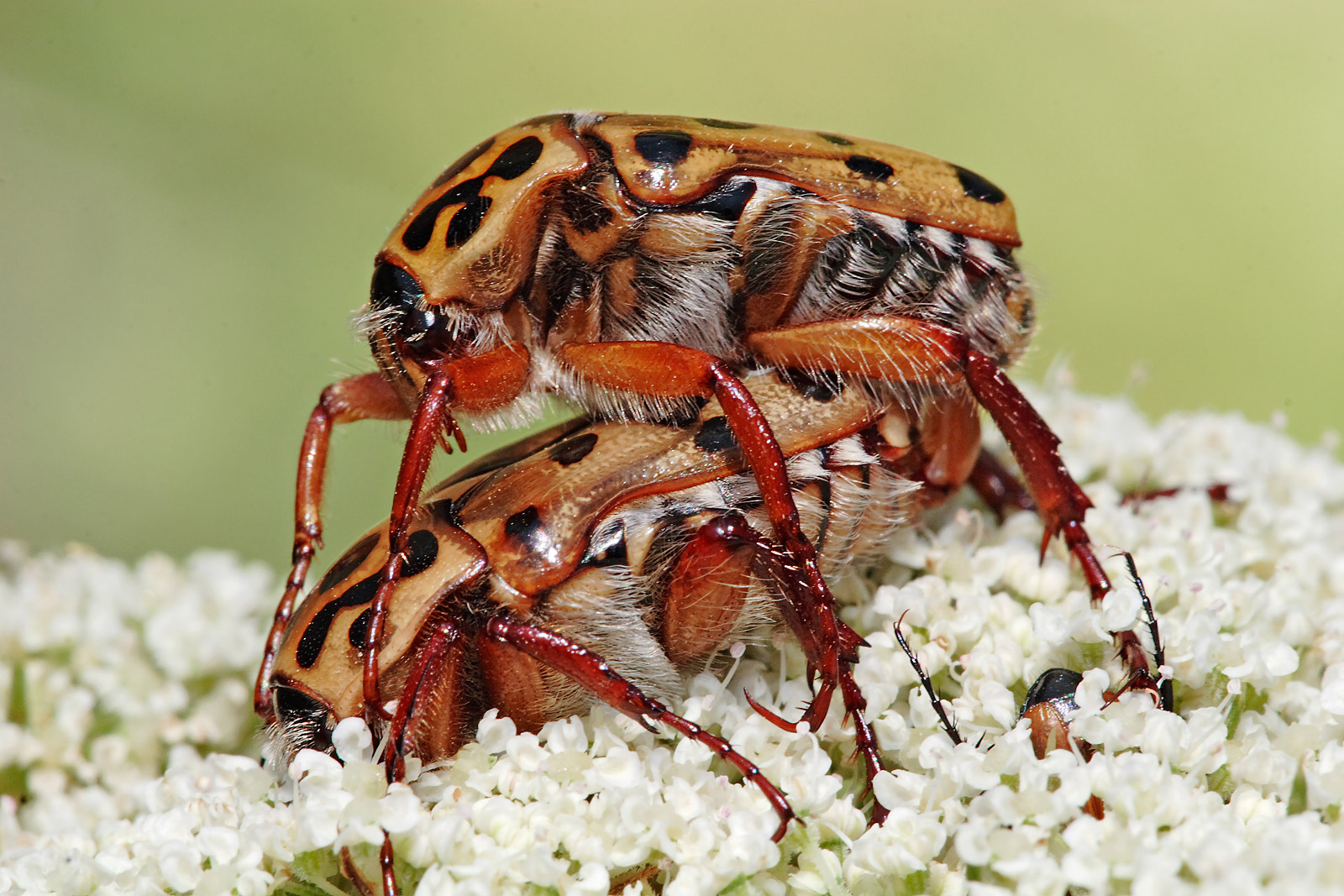
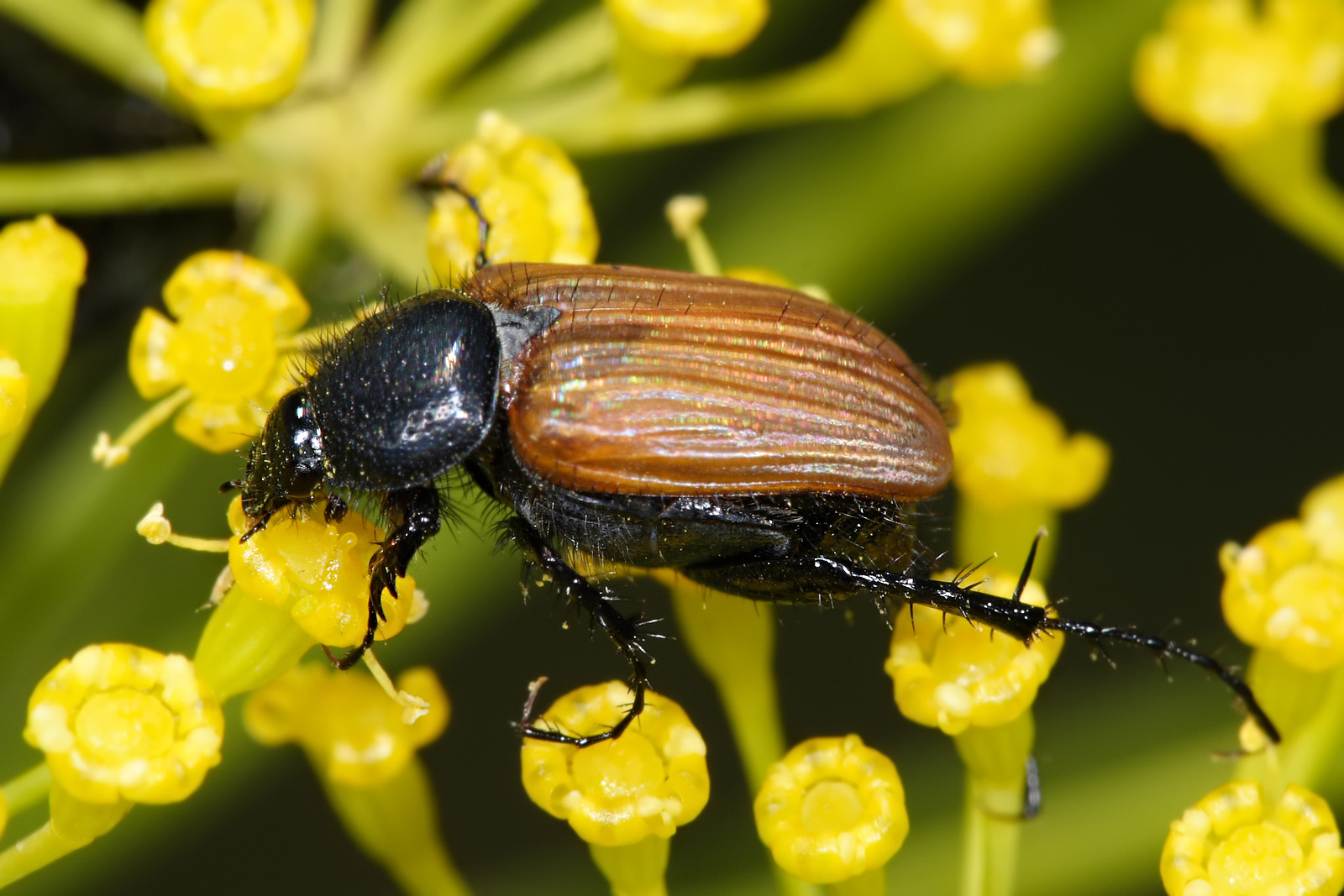
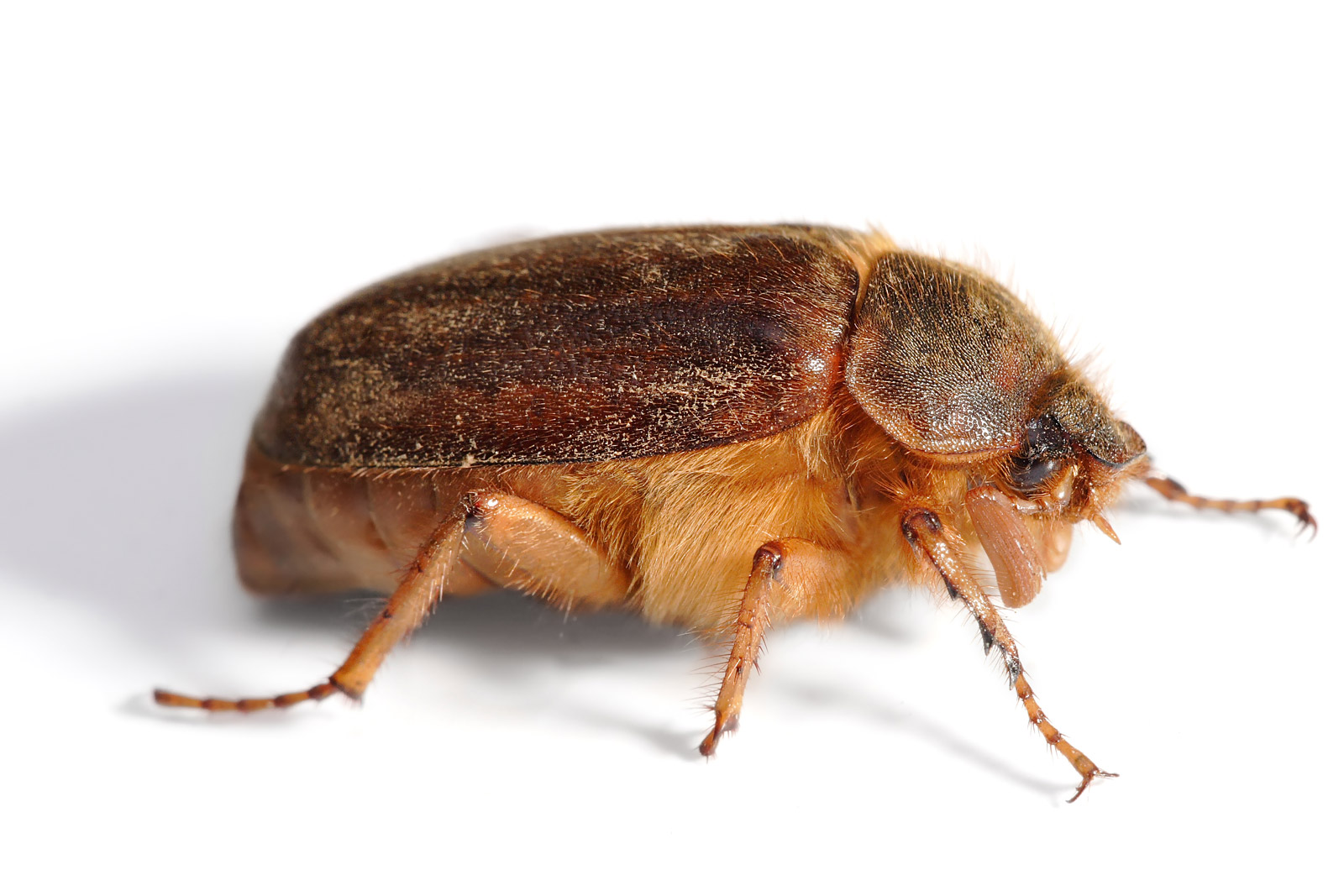
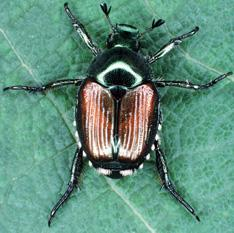
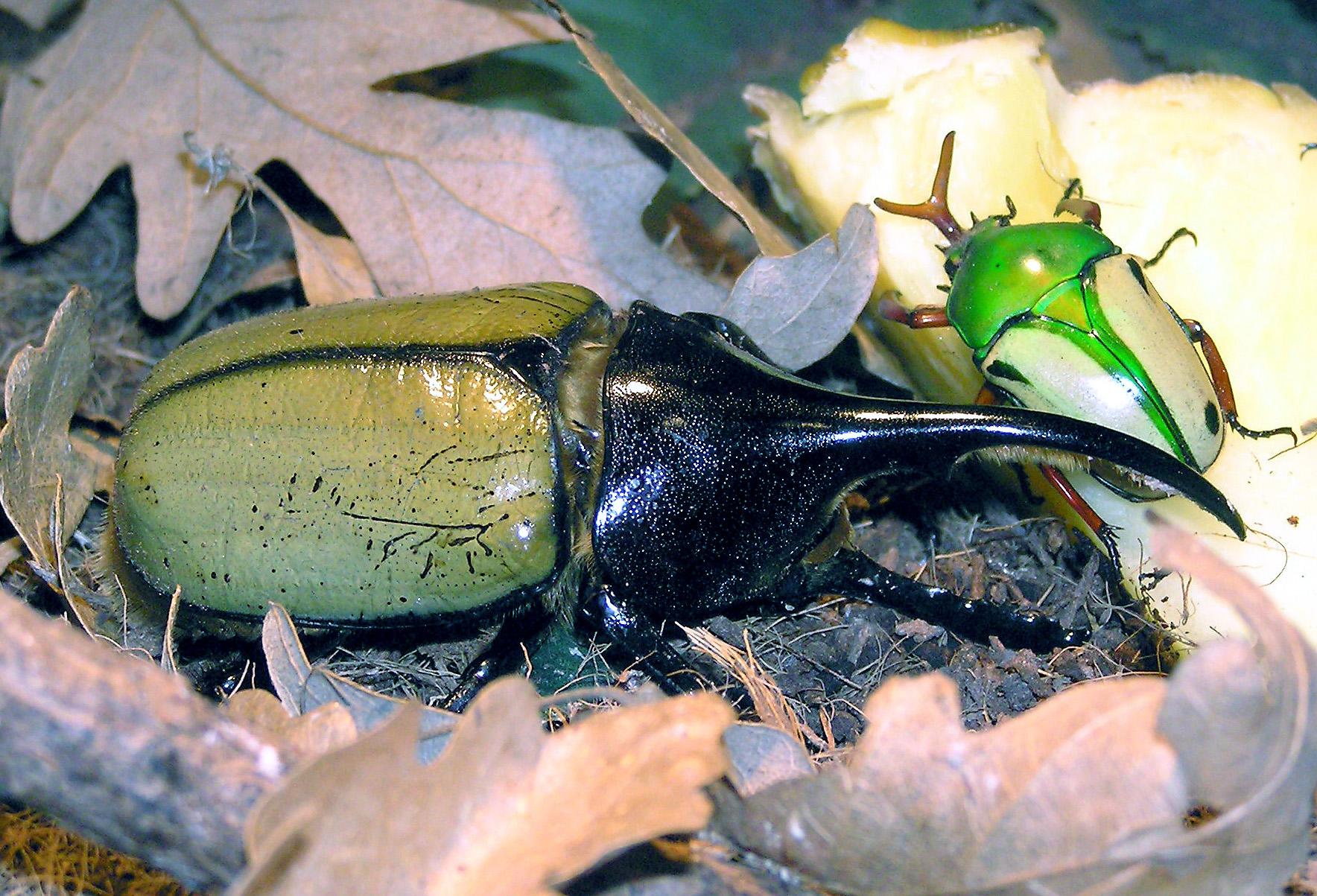
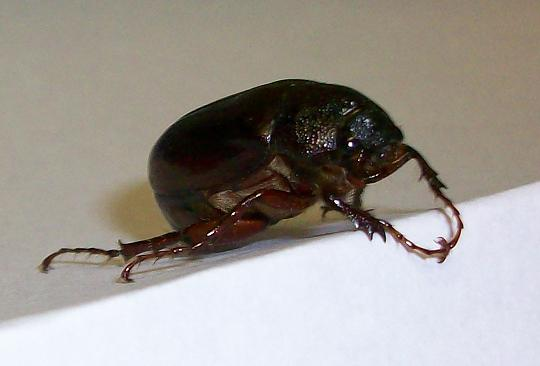
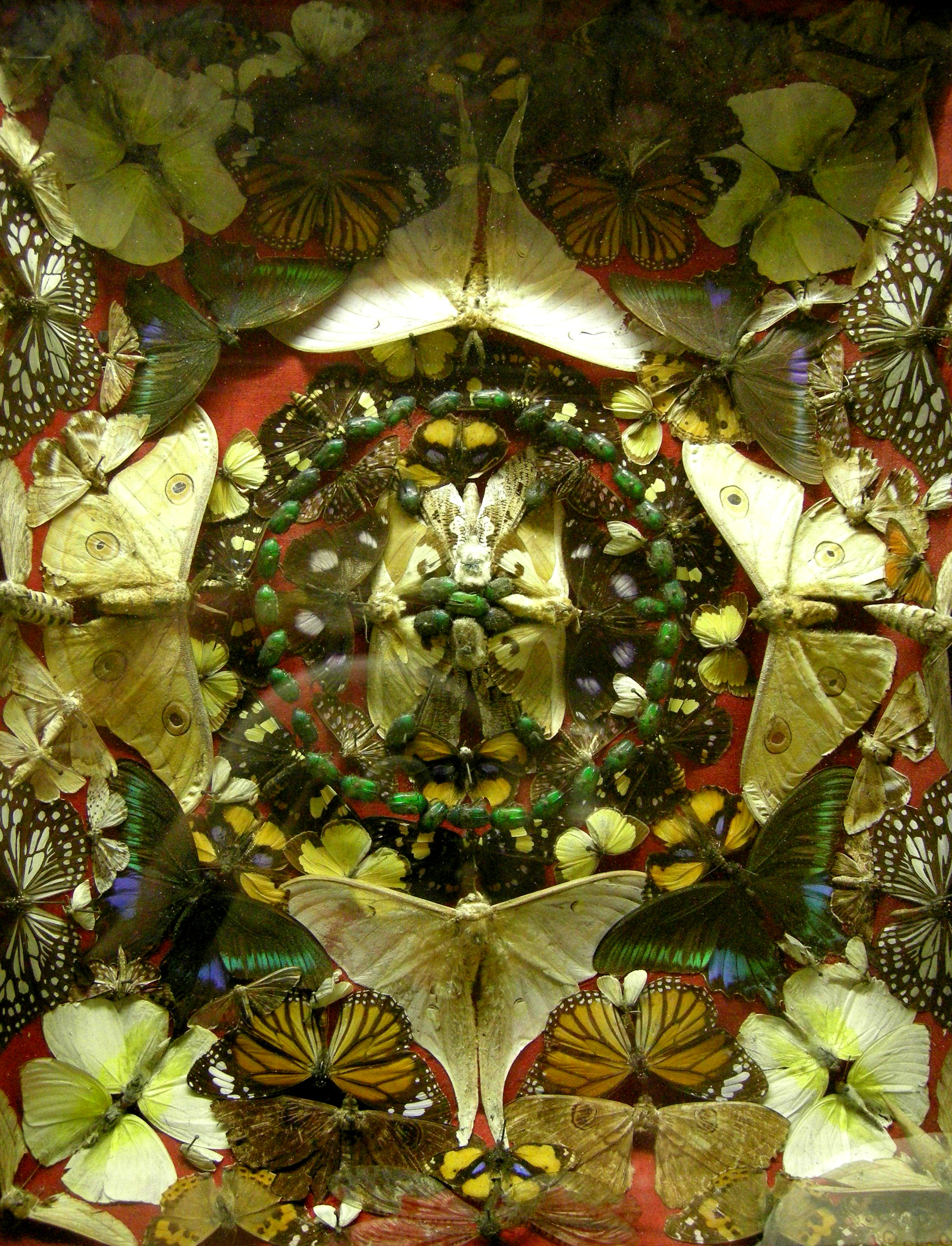
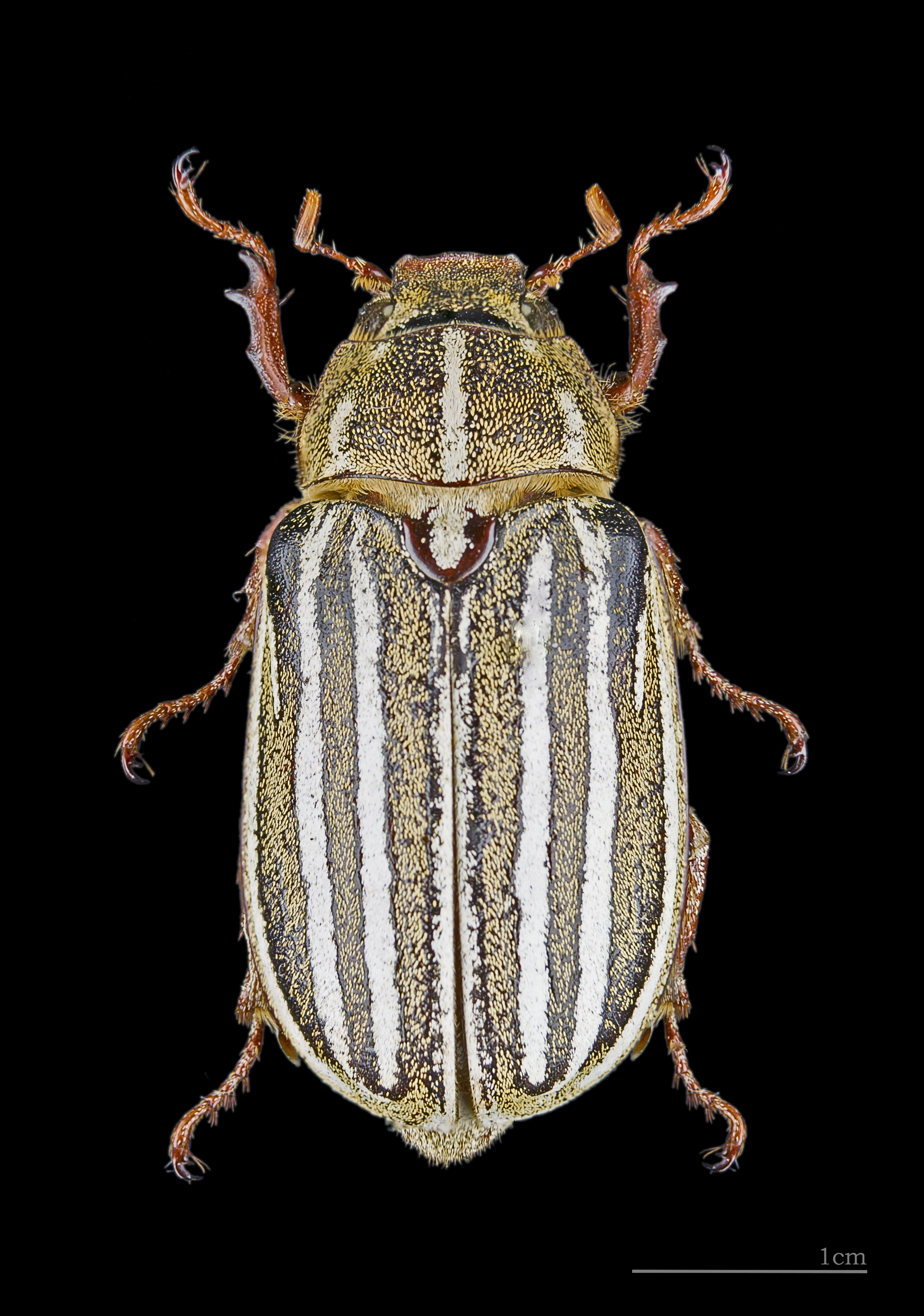
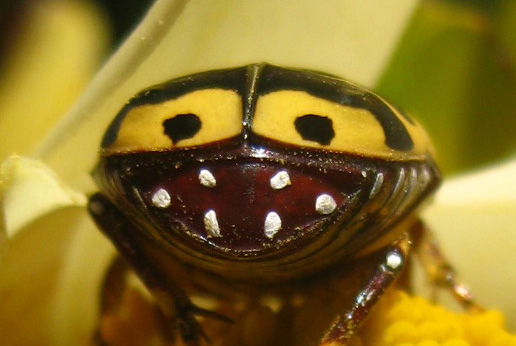
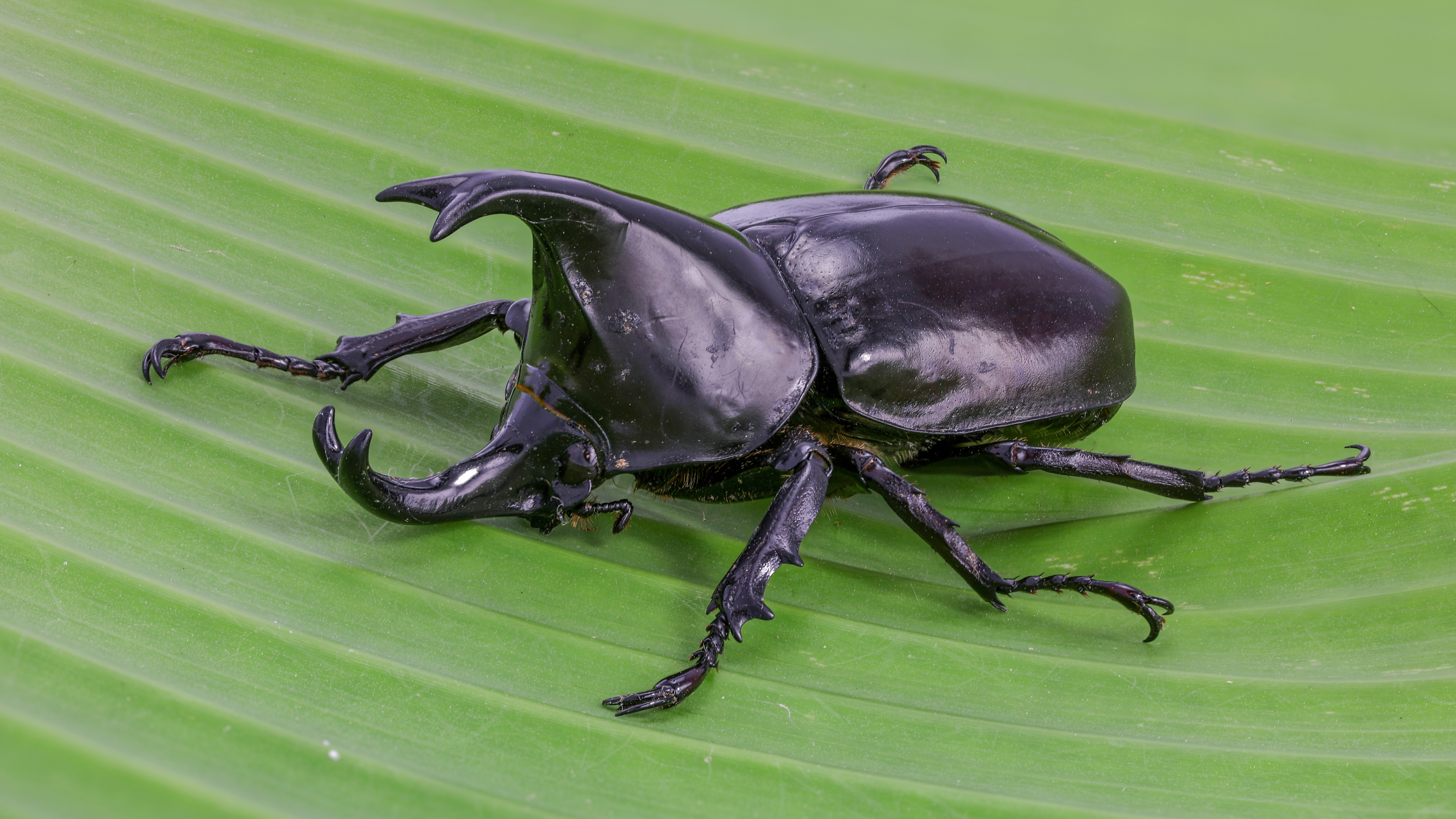
Xylotrupes socrates